# OK Calculator
Albums de TV on the Radio
Young Liars
(2003)
OK Calculator est le premier album, auto-produit, du groupe américain TV on the Radio. Sorti en 2002, l'album a été conçu par Tunde Adebimpe et David Andrew Sitek, les deux premiers membres du groupe. Son titre fait référence à l'album OK Computer de Radiohead.
Dans une interview accordée à Pitchfork en 2006, David Andrew Sitek déclare qu'il en avait retrouvé une centaine d'exemplaires qu'il avait stockée chez le bassiste du groupe, Gerard Smith. Ce dernier n'était pas membre du groupe en 2002, mais juste un ami. Il se rappelle avoir offert au musicien David Byrne, croisé dans le métro, un exemplaire de OK Calculator que Tunde Adebimpe et David Andrew Sitek lui avaient donné.

## Liste des titres
1. Freeway – 2:19
2. Say You Do – 5:19
3. Pulse of Pete – 3:36
4. Me - I – 3:20
5. Buffalo Girls – 2:58
6. Ending of a Show – 1:09
7. Hurt You – 6:28
8. Netti Fritti – 5:14
9. Yr God – 2:35
10. On a Train – 16:07
11. Sheba Baby – 3:56
12. Y King – 2:43
13. Aim to Please – 3:07
14. Bicycles Are Red Hot – 3:57
15. Los Mataban – 3:00
16. Robots – 3:10
17. Doing My Duty – 5:52
18. Untitled – 0:06